# Missioni giapponesi nella Cina Ming
Le missioni giapponesi nella Cina Ming furono dei tentativi giapponesi volti ad apprendere la cultura e la civiltà cinese durante il periodo della dinastia Ming dal XV al XVII secolo. La natura di questi contatti bilaterali si è evoluta gradualmente dal riconoscimento politico e cerimoniale agli scambi culturali; il processo ha inoltre accompagnato i crescenti legami commerciali che si sono sviluppati nel tempo tra i due popoli.
Le missioni commerciali furono in totale 19 in un periodo che va dal 1401 al 1547. I principali beni commerciali esportati dal Giappone erano spade giapponesi, rame e zolfo; dalla Cina invece monete di rame, seta grezza e tessuti di seta. Ognuna di queste missioni era guidata da un monaco buddista Zen di uno dei cosiddetti Kyoto Gozan (京都五山?, Kyoto gozan), noti anche come "i cinque grandi templi Zen di Kyoto", ovvero Tenryū-ji, Shokoku-ji, Kennin-ji, Tofuku-ji e Manju-ji.

## Commercio dei sigilli
Il vantaggio economico del sistema tributario sinocentrico era il commercio redditizio. Il "commercio dei sigilli" (勘合貿易, kangō bōeki in giapponese e kanhe maoyi in cinese) era un sistema ideato e monitorato dai cinesi  che prevedeva lo scambio di prodotti giapponesi con merci cinesi permesso tramite un "sigillo", ovvero un certificato, rilasciato durante il periodo della dinastia Ming. I primi 100 di questi sigilli furono trasportati in Giappone nel 1404. Solo coloro che possedevano questa prova documentale, che attestava formalmente un permesso imperiale, potevano ufficialmente viaggiare e commerciare entro i confini della Cina. Inoltre, solo le missioni diplomatiche che presentavano sigilli autentici venivano ricevute come ambasciate legittime.
Nel corso del tempo, le condizioni di questo commercio reciprocamente vantaggioso si sono evolute oltre i confini iniziali.

## Elenco missioni
| Anno      | Mittente   | Inviati                                           | Monarca cinese | Note |
| --------- | ---------- | ------------------------------------------------- | -------------- | --- |
| 1401–1402 | Yoshimochi | Soa (祖阿?)                                       | Yongle         | La lettera diplomatica consegnata all'imperatore della Cina era accompagnata da un dono di 1000 once d'oro e vari oggetti; la missione fece ritorno con gli amasciatori Ming Tianlun Daoyi (天倫道彝) and Yian Yiru (一庵一如) |
| 1403–1404 | Yoshimochi | Kenchū Keimitsu (堅中圭密?)                       | Yongle         | Keimitsu era l'abate capo del monastero Tenryū-ji; la missione tornò con gli ambasciatori Ming Zhao Juren (趙居任) e Zhang Hong (張洪) accompagnati anche dal monaco Daocheng (道成); trasportarono sigilli Yongle             |
| 1404–1405 | Yoshimochi | Myōshitsu Bonryō (明室梵亮?)                      | Yongle         | Prima nave con i sigilli, tornata con l'ambasciatore Ming Yu Shiji (俞士吉) |
| 1405–1406 | Yoshimochi | Minamoto no Michikata (源通賢?)                   | Yongle         | Su ordine dell'imperatore Ming, furono rimpatriati dei pirati cinesi catturati; la missione tornò con gli ambasciatori Ming Pan Ci (潘賜) e Wang Jin (王進)                                                                    |
| 1406–1407 | Yoshimochi | Kenchū Keimitsu (堅中圭密?)                       | Yongle         | Missione di tributo di gratitudine ai Ming |
| 1407      | Yoshimochi | Kenchū Keimitsu (堅中圭密?)                       | Yongle         | Con un'ambasciata di 73 persone, Keimitsu rese omaggio e restituì i pirati catturati |
| 1408–1409 | Yoshimochi | Kenchū Keimitsu (堅中圭密?)                       | Yongle         | Il grande gruppo missionario, composto da 300 persone; Keimitsu pagò il tributo offrendo i pirati catturati e tornando con l'ambasciatore Ming Zhou Quanyu (周全渝)                                                            |
| 1410–1411 | Yoshimochi | Kenchū Keimitsu (堅中圭密?)                       | Yongle         | Portò la notizia dell'insediamento dello Shōgun Yoshimochi; tornò con l'ambasciatore Ming Wang Jin |
| 1433–1434 | Yoshinori  | Ryūshitsu Dōen (龍室道淵?)                        | Xuande         | Ambasciata di 220 persone; tornò con i sigilli Xuande accompagnata dagli ambasciatori Ming Pan Ci e Lei Chun (雷春) |
| 1435–1436 | Yoshinori  | Jochū Chūsei (恕中中誓?)                          | Zhengtong      | Tornò con i sigilli Yongle rimasti |
| 1453–1454 | Yoshimasa  | Tōyō Inpō (東洋允澎?)                             | Jingtai        | Ambasciata di 1200 persone, di cui 350 arrivarono nella capitale; tornò con i sigilli Jingtai |
| 1468–1469 | Yoshimasa  | Tenyo Seikei (天與清啓?)                          | Chenghua       | Restituì i sigilli Jingtai rimanenti ai Ming e tornò con i sigilli Chenghua |
| 1477–1478 | Yoshihisa  | Jikuhō Myōbō (竺芳妙茂?)                          | Chenghua       | Ambasciata di 300 persone |
| 1484–1485 | Yoshihisa  | Ryōhaku Shūi (了璞周瑋?)                          | Chenghua       | |
| 1495–1496 | Yoshizumi  | Gyōbu Jumei (堯夫壽蓂?)                           | Hongzhi        | Tornò con i sigilli Hongzhi |
| 1509      | Yoshitane  | Song Suqing (宋素卿?)                             | Zhengde        | Missione Hosokawa in solitaria |
| 1511–1513 | Yoshitane  | Ryōan Keigo (了庵桂悟?)                           | Zhengde        | Gruppo di 600 persone; tornò con i sigilli Zhengde e restituì i sigilli rimanenti delle ere Jingtai e Chenghua |
| 1523      | Yoshiharu  | Sōsetsu Kendō (宗設謙道?) Rankō Zuisa (鸞岡瑞佐?) | Jiajing        | I clan Ōuchi e Hosokawa avevano più di 100 persone a testa e ogni fazione inviò anche il proprio ambasciatore capo; le parti si scontrarono a Ningbo                                                                           |
| 1539–1541 | Yoshiharu  | Koshin Sekitei (湖心碩鼎?)                        | Jiajing        | Ambasciata di 456 persone; missione Ōuchi in solitaria |
| 1547–1549 | Yoshiteru  | Sakugen Shūryō (策彥周良?)                        | Jiajing        | Ambasciata di 637 persone su navi Ōuchi; tornarono sigilli Hongzhi e Zhengde |